# Línea 272 (Interurbanos Madrid)
La línea 272 de la red de autobuses interurbanos de Madrid une de forma circular Alcalá de Henares con Villalbilla.

## Características
Esta línea une el municipio de Alcalá de Henares con Villalbilla de manera circular con un recorrido que dura aproximadamente 45 minutos.
Algunas expediciones extienden su recorrido a Corpa y Pezuela de las Torres. La primera expedición del día de lunes a viernes laborables no realiza el recorrido circular por las urbanizaciones, finalizando en su lugar en la Plaza del Quiosco de Villalbilla y volviendo directo a Alcalá de Henares. Es la única expedición con una hora fija de vuelta, teniendo todas las demás una hora de paso aproximado por el comienzo del circuito neutralizado establecido en la rotonda de Valdelosita al comienzo del pueblo y antes de pasar por las urbanizaciones.
Sirve de complemento a la línea 271 comunicando Alcalá de Henares con Villalbilla y Pezuela de las Torres.
Siguiendo la numeración de líneas del CRTM, las líneas que circulan por el corredor 2 son aquellas que dan servicio a los municipios situados en torno a la A-2 y comienzan con un 2. Aquellas numeradas dentro de la decena 270 corresponden a aquellas que circulan entre Alcalá de Henares y Villalbilla o la zona sur de la comarca de Alcalá.
La línea no mantiene los mismos horarios todo el año, durante el mes de agosto se reducen el número de expediciones los días laborables entre semana (sábados laborables, domingos y festivos tienen los mismos horarios todo el año), además de los días excepcionales vísperas de festivo y festivos de Navidad en los que los horarios también cambian y se reducen.
Está operada por la empresa Castromil a través de Monbus mediante la concesión administrativa VCM-204 - Alcalá de Henares - Los Santos de la Humosa (Viajeros Comunidad de Madrid) del Consorcio Regional de Transportes de Madrid.

### Sublíneas
Aquí se recogen todas las distintas sublíneas que ha tenido la línea 272. La denominación de sublíneas que utiliza el CRTM es la siguiente:
- Número de línea (272)
- Sentido de circulación (1 ida, 2 vuelta)
- Número de sublínea

Por ejemplo, la sublínea 272102 corresponde a la línea 272, sentido 1 (ida) y el número 02 de numeración de sublíneas creadas hasta la fecha.
| Ida    | Ruta | Itinerario                                    | Vuelta | Ruta | Itinerario                                        |
| 272101 | -    | Alcalá - Villalbilla                          | 272201 | -    | Villalbilla - Alcalá                              |
| 272102 | q    | Alcalá - Villalbilla, directo a Plaza Quiosco | 272202 | q    | Villalbilla - Alcalá, directo desde Plaza Quiosco |
| 272103 | p    | Alcalá - Pezuela                              | 272203 | p    | Pezuela - Alcalá                                  |

## Horarios

### 1 septiembre - 31 julio
NOTA: A menos de que se indique lo contrario, los horarios de "vuelta" son el paso aproximado por la rotonda de Valdelosita ya que se trata de una línea circular. Solo algunos servicios comienzan su recorrido en la Plaza del Quiosco con una hora de salida fija y programada.
| Lunes a viernes laborables | Lunes a viernes laborables | Sábados laborables, domingos y festivos | Sábados laborables, domingos y festivos |
| Alcalá > Villalbilla       | Villalbilla > Alcalá       | Alcalá > Villalbilla                    | Villalbilla > Alcalá                    |
| 06:05                      | 06:30                      | 10:00                                   | 10:30                                   |
| 07:00                      | 07:45                      | 13:15                                   | 13:45                                   |
| 08:35                      | 09:05                      | 18:15                                   | 18:45                                   |
| 09:55                      | 10:25                      | 21:10                                   | 21:40                                   |
| 11:15                      | 11:45                      |                                         |                                         |
| 12:35                      | 13:05                      |                                         |                                         |
| 13:55                      | 14:25                      |                                         |                                         |
| 15:15                      | 15:45                      |                                         |                                         |
| 16:35                      | 17:05                      |                                         |                                         |
| 17:55                      | 18:25                      |                                         |                                         |
| 19:15                      | 19:45                      |                                         |                                         |
| 20:35                      | 21:05                      |                                         |                                         |
| 21:55                      | 22:25                      |                                         |                                         |
| 23:15                      | 23:45                      |                                         |                                         |

### 1 - 31 agosto
NOTA: A menos de que se indique lo contrario, los horarios de "vuelta" son el paso aproximado por la rotonda de Valdelosita ya que se trata de una línea circular. Solo algunos servicios comienzan su recorrido en la Plaza del Quiosco con una hora de salida fija y programada.
| Lunes a viernes laborables | Lunes a viernes laborables | Sábados laborables, domingos y festivos | Sábados laborables, domingos y festivos |
| Alcalá > Villalbilla       | Villalbilla > Alcalá       | Alcalá > Villalbilla                    | Villalbilla > Alcalá                    |
| 06:30                      | 06:55                      | 10:00                                   | 10:30                                   |
| 07:15                      | 07:45                      | 13:15                                   | 13:45                                   |
| 08:35                      | 09:05                      | 18:15                                   | 18:45                                   |
| 09:55                      | 10:25                      | 21:10                                   | 21:40                                   |
| 11:15                      | 11:45                      |                                         |                                         |
| 17:55                      | 18:25                      |                                         |                                         |
| 19:15                      | 19:45                      |                                         |                                         |
| 20:35                      | 21:05                      |                                         |                                         |
| 22:30                      | 23:00                      |                                         |                                         |
| 23:30                      | 00:00                      |                                         |                                         |

1. 1 2 3 4  Horarios de paso APROXIMADO por la rotonda de Valdelosita
2. 1 2 3 4  Directo hasta/desde la Plaza del Quiosco sin pasar por las urbanizaciones
3. 1 2  Hasta/desde Pezuela de las Torres

## Recorrido y paradas
| Código | Zona | Localidad             | Denominación                                                  | Ubicación                             | Líneas de la parada              |
| --- | ---- | --------------------- | ------------------------------------------------------------- | ------------------------------------- | -------------------------------- |
| 07026 |      | Alcalá de Henares     | Avenida de Guadalajara - Calle de Brihuega                    | Avenida de Guadalajara Nº3            | 231 232 271 272 275 6 7 8        |
| 09465 |      | Alcalá de Henares     | Calle Demetrio Ducas - Escuela Infantil                       | Calle Demetrio Ducas S/Nº             | 271 272 275 N200 2 5             |
| 07219 |      | Alcalá de Henares     | Paseo de Pastrana - Plaza Puerta del Vado                     | Plaza Puerta del Vado Nº2             | 271 272 275 N200                 |
| 12415 |      | Alcalá de Henares     | Paseo de Pastrana - Calle del Río Ter                         | Paseo de Pastrana Nº2                 | 231 232 260 271 272 275 320 N200 |
| 08996 |      | Villalbilla           | Carretera M-204 - El Gurugú                                   | Carretera M-204 S/Nº                  | 271 272 275 N200                 |
| 15367 |      | Villalbilla           | Carretera M-204 - Polígono Industrial El Gurugú               | Carretera M-204 km. 4,1               | 271 272 N200                     |
| 15162 |      | Villalbilla           | Carretera M-204 - Polígono Industrial Los Bordales            | Calle Blasco de Garay Nº23            | 271 272 N200                     |
| La expedición directa a la Plaza del Quiosco de Villalbilla sin paso por las urbanizaciones finaliza aquí |      |                       |                                                               |                                       |                                  |
| 09444 |      | Villalbilla           | Villalbilla - Plaza del Quiosco                               | Calle de Alcalá Nº12                  | 232271 272                       |
| Paradas del itinerario normal |      |                       |                                                               |                                       |                                  |
| A partir de aquí comienza el servicio de vuelta, y se cambian los carteles electrónicos hacia Alcalá de Henares. La hora de paso por esta parada es aproximadamente 30 minutos después de salir de Alcalá de Henares |      |                       |                                                               |                                       |                                  |
| 15164 |      | Villalbilla           | Carretera M-233 - Parque Arroyo del Tesoro                    | Carretera de Valdeáguila Nº1          | 271 272 N200                     |
| 17765 |      | Villalbilla           | Carretera de Valdeláguila - Polideportivo                     | Carretera de Valdeáguila Nº1          | 271 272 N200                     |
| 12535 |      | Villalbilla           | Calle Madreselva - Carretera de Valdeáguila                   | Carretera de Valdeáguila Nº8          | 271 272 N200                     |
| 12537 |      | Villalbilla           | Calle Espliego - Calle del Tomillo                            | Calle Espliego Nº21                   | 271 272 N200                     |
| 12539 |      | Villalbilla           | Avenida del Romero - Calle del Tomillo                        | Avenida del Romero Nº56               | 271 272 N200                     |
| 12541 |      | Villalbilla           | Avenida del Romero - Calle Espliego                           | Avenida del Romero Nº25               | 271 272 N200                     |
| 20173 |      | Villalbilla           | Avenida del Romero - Calle Mirto                              | Avenida del Romero Nº1                | 271 272 N200                     |
| 12542 |      | Villalbilla           | Avenida de la Olimpiada - Club de Golf                        | Avenida de la Olimpiada Nº14          | 271 272 N200                     |
| 08993 |      | Villalbilla           | Avenida de la Urba - Urbanización El Robledal                 | Avenida de la Urba Nº5                | 271 272 N200                     |
| Paradas realizadas por la expedición con destino Pezuela de las Torres |      |                       |                                                               |                                       |                                  |
| 07311 |      | Corpa                 | Corpa - Plaza de España                                       | Plaza de España Nº4                   | 271 272                          |
| 09665 |      | Pezuela de las Torres | Pezuela - Calle de Santa Ana                                  | Calle Mayor Nº1                       | 271 272                          |
| Paradas realizadas por la expedición con origen Pezuela de las Torres |      |                       |                                                               |                                       |                                  |
| 09665 |      | Pezuela de las Torres | Pezuela - Calle de Santa Ana                                  | Calle Mayor Nº1                       | 271 272                          |
| 09528 |      | Corpa                 | Corpa - Plaza de España                                       | Carretera de Pezuela km. 0,2          | 271 272                          |
| 18457 |      | Villalbilla           | Avenida de la Urba - Plaza de la Urba                         | Avenida de la Urba Nº8                | 271 272                          |
| Paradas del itinerario normal |      |                       |                                                               |                                       |                                  |
| 17760 |      | Villalbilla           | Calle Hayedo de Montejo - Calle de la Peña de Francia         | Calle Hayedo de Montejo Nº33          | 271 272 N200                     |
| 17757 |      | Villalbilla           | Camino de Corpa - Calle de la Sierra de la Demanda            | Camino de Corpa Nº34                  | 271 272 N200                     |
| 17754 |      | Villalbilla           | Avenida de los Parques Naturales - Calle del Lago de Sanabria | Avenida de los Parques Naturales Nº5  | 271 272 N200                     |
| 17752 |      | Villalbilla           | Avenida de los Parques Naturales - Calle Arribes del Duero    | Avenida de los Parques Naturales Nº30 | 271 272 N200                     |
| 08994 |      | Villalbilla           | Villalbilla - Plaza del Quiosco                               | Calle de Mondéjar Nº28                | 232 271 272 N200                 |
| La expedición directa desde la Plaza del Quiosco de Villalbilla sin paso por las urbanizaciones comienza aquí |      |                       |                                                               |                                       |                                  |
| 09444 |      | Villalbilla           | Villalbilla - Plaza del Quiosco                               | Calle de Alcalá Nº12                  | 232271 272                       |
| Paradas del itinerario normal |      |                       |                                                               |                                       |                                  |
| 15161 |      | Villalbilla           | Carretera M-204 - Polígono Industrial Los Bordales            | Carretera M-204 S/Nº                  | 271 272 N200                     |
| 17767 |      | Villalbilla           | Carretera M-204 - Estación de Servicio                        | Carretera M-204 km. 38,7              | 271 272 N200                     |
| 15366 |      | Villalbilla           | Carretera M-204 - Polígono Industrial El Gurugú               | Carretera M-204 km. 39,7              | 271 272 N200                     |
| 12040 |      | Villalbilla           | Carretera M-204 - El Gurugú                                   | Carretera M-204 S/Nº                  | 271 272 N200                     |
| 08999 |      | Villalbilla           | Carretera M-300 - El Gurugú                                   | M-300 km. 23,8                        | 231 232 260 271 272 320 N200     |
| 12416 |      | Alcalá de Henares     | Paseo de Pastrana - Calle de Bolarque                         | Paseo de Pastrana Nº34                | 231 232 260 271 272 320 N200     |
| 06976 |      | Alcalá de Henares     | Plaza Puerta del Vado - Paseo de las Moreras                  | Plaza Puerta del Vado Nº3             | 260 271 272 320 N200 2           |
| 20659 |      | Alcalá de Henares     | Calle Demetrio Ducas - Avenida de Madrid                      | Calle Demetrio Ducas Nº1              | 271 272 N200 2 5                 |
| 20399 |      | Alcalá de Henares     | Avenida de Guadalajara - Calle de Brihuega                    | Avenida de Guadalajara Nº7            | 271272275                        |

1. 1 2 3 4 5 6  Sólo permite el descenso de viajeros